# Семенский-Левицкий, Станислав
Граф Станислав Костка Константин Мария Феликс Семеньский-Левицкий (пол. Stanisław Kostka Konstanty Maria Feliks Siemieński-Lewicki; 17 мая 1864 года, Львов — 6 апреля 1918 года, Вена) — польский дворянин, помещик, консерватор, член Палаты господ Австрийского государственного совета.

## Биография
Представитель польского дворянского рода Семеньских-Левицких герба «Домброва». Единственный сын Вильгельма Семеньского-Левицкого (1827—1901) и графини Софьи Целестины Левицкой (1837 — ?).
Владелец имения Станки в Турекском повете. После смерти отца стал владельцем Павлосюва в Ярославском повете — родовой обители Семеньских и 3-м ординатом на Хоросткове. С 30 мая 1894 года стал почетным кавалером Мальтийского ордена, с 26 октября — камергер императора Австро-Венгрии Франца-Иосифа. Он расширил усадьбу в Павлосюве до размеров дворца, который в значительной степени был разрушен во время Первой мировой войны. Вице-президент (1898), а затем президент (1899) Галицкого общества по выращиванию лошадей. Член Комитета по разведению лошадей в Галиции (1910—1914). Президент Общества гиппических скачек во Львове (1913—1914) и член Комитета общества международных скачек в Кракове (1913—1914). Член Наблюдательного совета мелиоративного банка во Львове (1902—1914).
В 1906 году мэр Хоросткова. Член поветовой рады в Гусятине (1910—1914), член поветового совета в Гусятине (1912—1914), наследственный член Совета господ Австрийского государственного совета с 26 октября 1907 года по 28 октября 1918 года.

## Семья
Женат с 15 февраля 1890 года на графине Софье Тарновской (29 июня 1869 — 2 августа 1954), дочерью Яна Дзержислава Тарновского (1835—1894) и Софьи Замойской (1839—1930). У него было три сына и две дочери:
- Станислав Ян Семеньский-Левицкий (17 августа 1892 — 3 сентября 1971), 4-й ординат Ходорковский. Женат на Кристине Потоцкой (1894—1963)
- Ян Семеньский-Левицкий (25 мая 1894 — 10 июня 1963), женат на княгине Наталье Тышкевич (1894—1974)
- Вильгельм Семеньский-Левицкий (24 февраля 1896 — 7 мая 1922)
- Софья Мария Семеньская-Левицкая (3 января 1900 — 6 ноября 1974), жена графа Тадеуша Владислава Габриэля Тышкевича (1899—1966)
- Эльжбета Семеньская-Левицкая (25 ноября 1901 — 21 октября 1967).